# Известковое (Сакский район)
Известко́вое (до 1948 года — населённый пункт подсобного хозяйства Всекоопин страхкассоюза; укр. Ізвесткове, крымскотат. İzvestkovoye, Известковое) — село в Сакском районе Крыма (согласно административно-территориальному делению Украины входит в состав Добрушинского сельского совета Автономной Республики Крым, согласно административно-территориальному делению РФ — в Добрушинском сельском поселении Республики Крым).

## Современное состояние
На 2016 год в Известковом 2 улицы: «40 лет Победы» и «8 Марта»; на 2009 год, по данным сельсовета, село занимало площадь 3,8 гектара, на которой в 51 дворе числилось 87 жителей.

## География
Известковое — село на северо-западе района, в степной зоне Крыма, высота над уровнем моря — 61 м. Соседние сёла: Великое в 3,5 км на юге, Воробьёво в 5 км на запад и Добрушино — в 5,5 км на север. Расстояние до райцентра — около 38 километров (по шоссе), ближайшая железнодорожная станция — Евпатория в 19 километрах. Транспортное сообщение осуществляется по региональной автодороге 35Н-459 от шоссе 35Н-022 Славянское — Евпатория (по украинской классификации С-0-11211).

## История
По сведениям, размещённым на сайте «Города и села Украины. Автономная республика Крым.», село основано примерно в 1918—1919 годах и до 1938 года было немецкой колонией Фришвиль, а современное название получило в 1956 году. Согласно «Крымскотатарской энциклопедии», по данным всесоюзной переписи населения 1939 года в селе проживал 121 человек. Другими доступными источниками это не подтверждается, на километровой карте Генштаба Красной армии 1941 года, составленной по более ранним данным, на месте Известкового ничего нет, а на двухкилометровке РККА 1942 года обозначены безымянные строения.
Впервые село упоминается в указе Президиума Верховного Совета РСФСР от 18 мая 1948 года, согласно которому безымянный населенный пункт подсобного хозяйства Всекоопин страхкассоюза Сакского района переименовали в Известковое. 26 апреля 1954 года Крымская область была передана из состава РСФСР в состав УССР. Время включения в состав Наташинского сельсовета пока не установлено: на 15 июня 1960 года село уже числилось в его составе.
Указом Президиума Верховного Совета УССР «Об укрупнении сельских районов Крымской области», от 30 декабря 1962 года село присоединили к Евпаторийскому району. 1 января 1965 года, указом Президиума ВС УССР «О внесении изменений в административное районирование УССР — по Крымской области», Евпаторийский район был упразднён и село включили в состав Сакского (по другим данным — 11 февраля 1963 года). К 1 января 1968 года Известковое в Добрушинском сельсовете. По данным переписи 1989 года в селе проживало 137 человек. С 12 февраля 1991 года село в восстановленной Крымской АССР, 26 февраля 1992 года переименованной в Автономную Республику Крым. С 21 марта 2014 года в составе Крыма аннексировано Россией.

## Население
| 2001 | 2014 |
| ---- | ---- |
| 120  | ↘88  |

Всеукраинская перепись 2001 года показала следующее распределение по носителям языка
| Язык             | Процент |
| ---------------- | ------- |
| русский          | 81.67   |
| украинский       | 14.17   |
| крымскотатарский | 4.17    |

### Динамика численности
- 1939 год — 121 чел.[15]
- 1989 год — 137 чел.[15]
- 2001 год — 120 чел.[31]
- 2009 год — 88 чел.[9]
- 2014 год — 87 чел.[32]